# Leichtathletik-Europameisterschaften 2016/100 m Hürden der Frauen

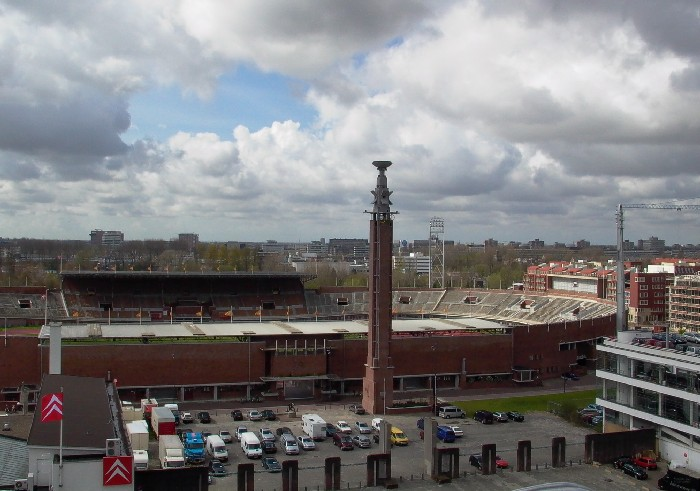
Das Olympiastadion in Amsterdam im Jahr 2005

Der 100-Meter-Hürdenlauf der Frauen bei den Leichtathletik-Europameisterschaften 2016 wurde am 6. und 7. Juli 2016 im Olympiastadion der niederländischen Hauptstadt Amsterdam ausgetragen.
Europameisterin wurde die deutsche Vizeweltmeisterin von 2015 und EM-Dritte von 2014 Cindy Roleder. Sie gewann vor der belarussischen Europameisterin von 2012 und WM-Dritten von 2015 Alina Talaj. Bronze ging an die britische Titelverteidigerin und WM-Dritte von 2013 Tiffany Porter. Im Vergleich zu den letzten Europameisterschaften tauschten also die Erste und Dritte diesmal ihre Plätze.

## Bestehende Rekorde
| Weltrekord   | 12,21 s | Jordanka Donkowa | Stara Sagora, Bulgarien      | 20. August 1988 |
| Europarekord | 12,21 s | Jordanka Donkowa | Stara Sagora, Bulgarien      | 20. August 1988 |
| EM-Rekord    | 12,38 s | Jordanka Donkowa | EM Stuttgart, BR Deutschland | 29. August 1986 |

Der schon seit 1986 hochkarätige bestehende EM-Rekord kam auch bei diesen Europameisterschaften nie in Gefahr. Die schnellste Zeit erzielte die deutsche Europameisterin Cindy Roleder im Finale mit 12,62 s bei einem Gegenwind von 0,7 m/s, womit sie eine neue Europajahresbestleistung aufstellte, jedoch 24 Hundertstelsekunden über dem Rekord blieb. Zum Welt- und Europarekord fehlten ihr 41 Hundertstelsekunden.

## Durchführung
Für diese Disziplin kam zum ersten Mal ein neuer Austragungsmodus zur Anwendung. Die elf stärksten Athletinnen der europäischen Jahresbestenliste mussten in der Vorrunde noch nicht antreten, sondern stiegen erst im Halbfinale ein.

## Legende
Kurze Übersicht zur Bedeutung der Symbolik – so üblicherweise auch in sonstigen Veröffentlichungen verwendet:
| NU23R | Nationaler U23-Rekord                                                                                   |
| EL    | Europajahresbestleistung                                                                                |
| DNF   | Wettkampf nicht beendet (did not finish)                                                                |
| DNS   | nicht am Start (did not start)                                                                          |
| DSQ   | disqualifiziert                                                                                         |
| IWR   | Internationale Wettkampfregeln                                                                          |
| TR    | Technische Regeln                                                                                       |
| ‡     | eine der elf schnellsten Hürdensprinterinnen der Jahresbestenliste (Markierung verwendet im Halbfinale) |

## Vorrunde
Die Vorrunde wurde in vier Läufen durchgeführt. Die ersten beiden Athletinnen pro Lauf – hellblau unterlegt – sowie die darüber hinaus fünf zeitschnellsten Läuferinnen – hellgrün unterlegt – qualifizierten sich für das Halbfinale.

### Vorlauf 1
6. Juli 2016, 11:40 Uhr
Wind: +1,3 m/s
| Platz | Name              | Nation     | Zeit (s) |
| ----- | ----------------- | ---------- | -------- |
| 1     | Giulia Pennella   | Italien    | 13,04    |
| 2     | Isabelle Pedersen | Norwegen   | 13,07    |
| 3     | Reetta Hurske     | Finnland   | 13,16    |
| 4     | Stephanie Bendrat | Österreich | 13,17    |
| 5     | Caridad Jerez     | Spanien    | 13,21    |
| 6     | Olena Janowska    | Ukraine    | 13,23    |

### Vorlauf 2

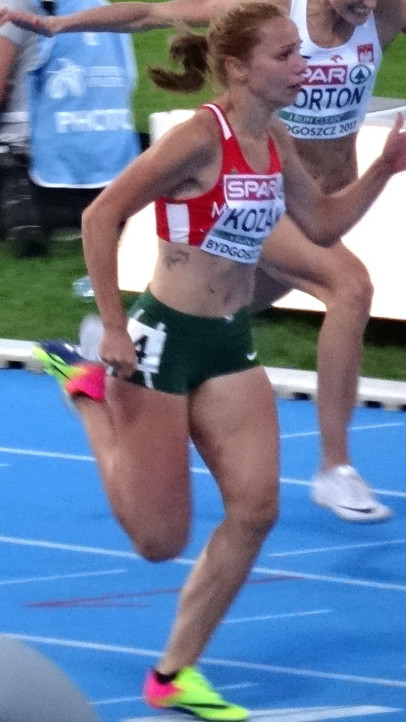
Luca Kozák – ausgeschieden als Dritte in 13,30 s
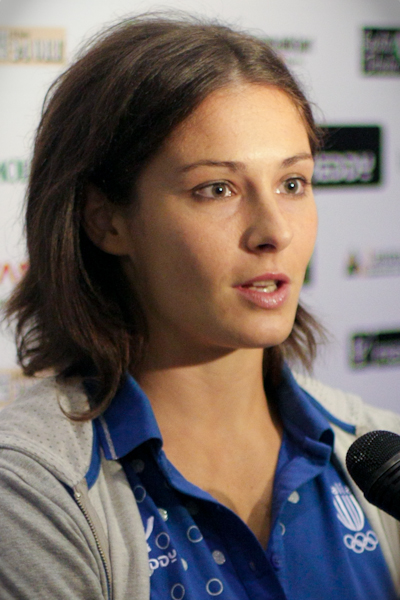
Micol Cattaneo – ausgeschieden als Vierte in 13,34 s
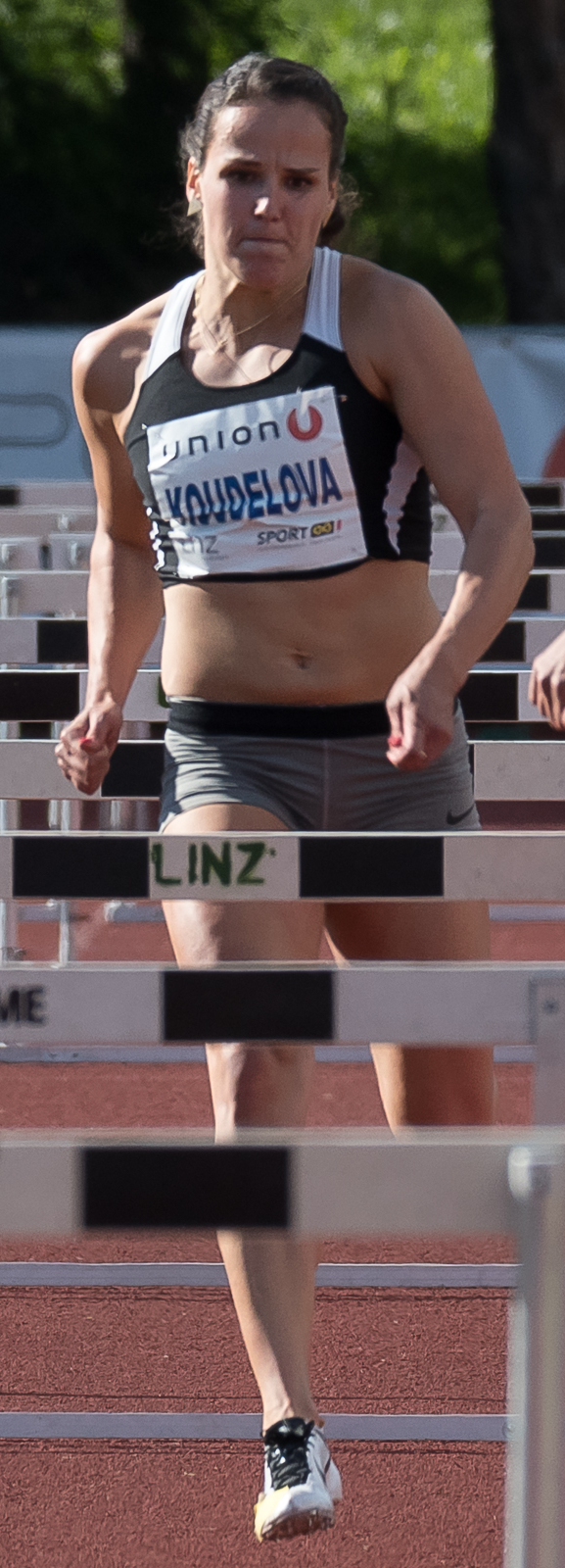
Lucie Koudelová – ausgeschieden als Fünfte in 13,41 s
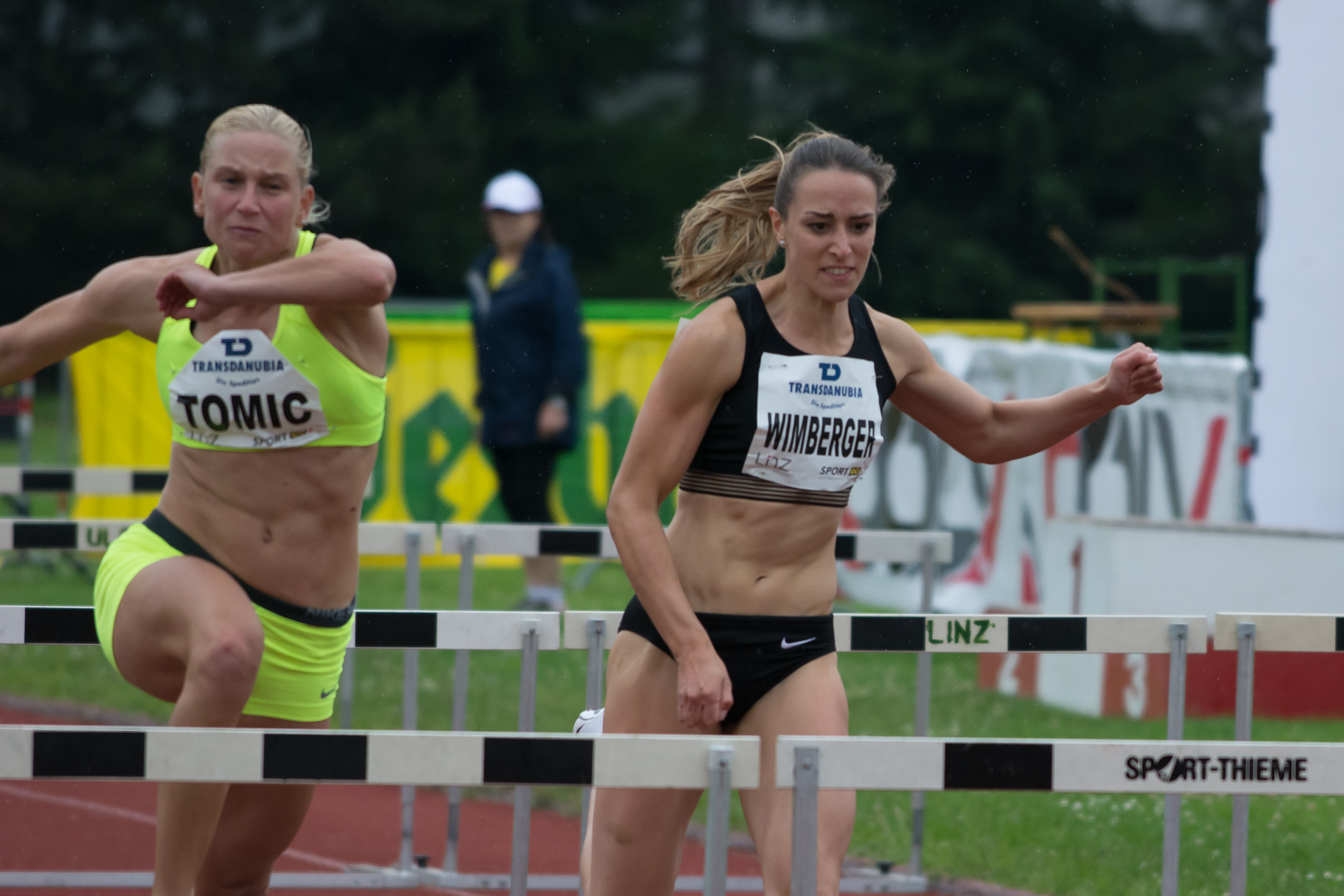
Eva Wimberger (rechts) – ausgeschieden als Sechste in 13,43 s

6. Juli 2016, 11:46 Uhr
Wind: +1,8 m/s
| Platz | Name               | Nation       | Zeit (s) |
| ----- | ------------------ | ------------ | -------- |
| 1     | Elisávet Pesirídou | Griechenland | 12,98    |
| 2     | Karolina Kołeczek  | Polen        | 13,06    |
| 3     | Luca Kozák         | Ungarn       | 13,30    |
| 4     | Micol Cattaneo     | Italien      | 13,34    |
| 5     | Lucie Koudelová    | Tschechien   | 13,41    |
| 6     | Eva Wimberger      | Österreich   | 13,43    |
| DNF   | Elin Westerlund    | Schweden     |          |

### Vorlauf 3

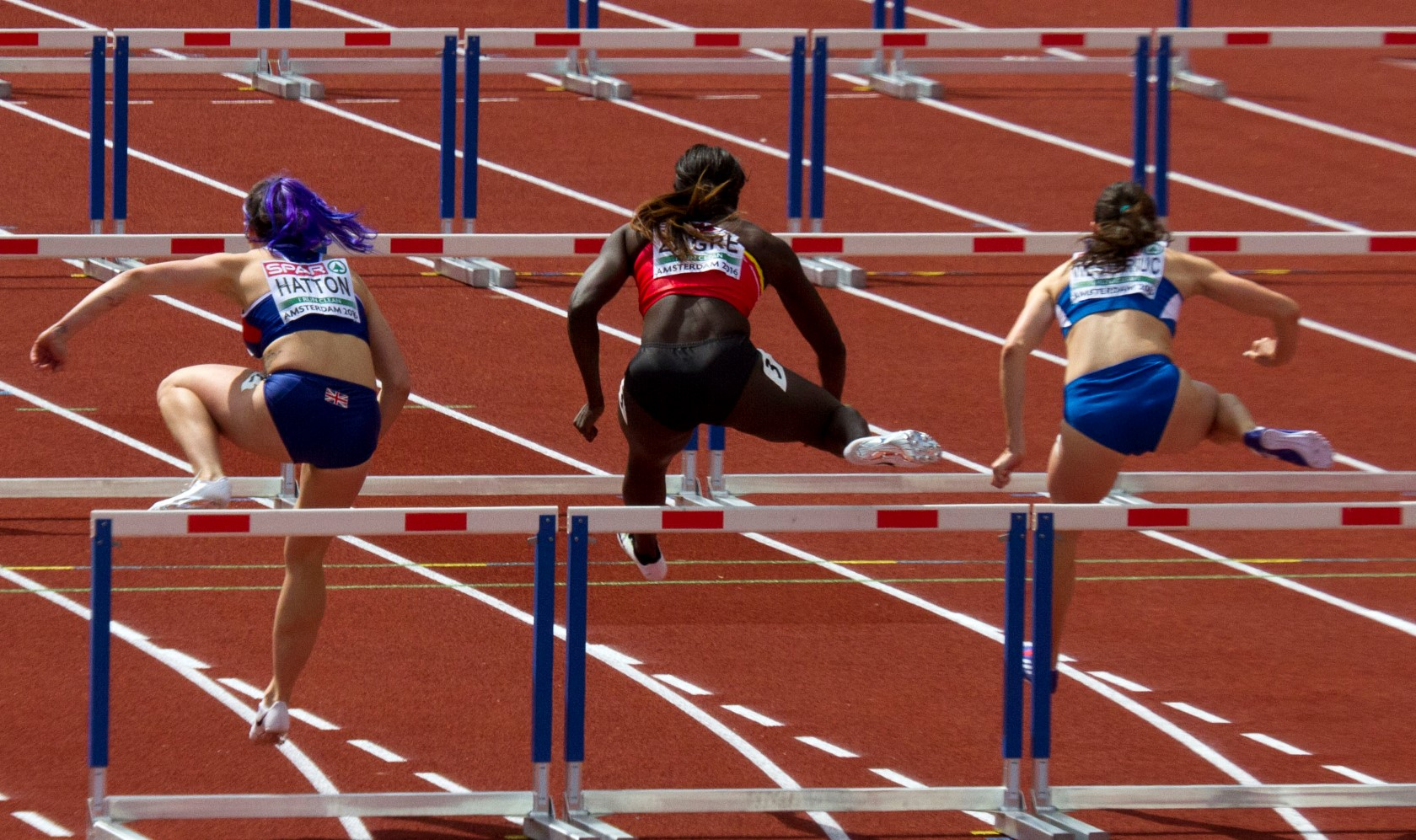
Enge Abstände im dritten Vorlauf (v. l. n. r.): Lucy Hatton (ausgeschieden), Anne Zagré (Halbfinale erreicht), Anamaria Nesteriuc (ausgeschieden)
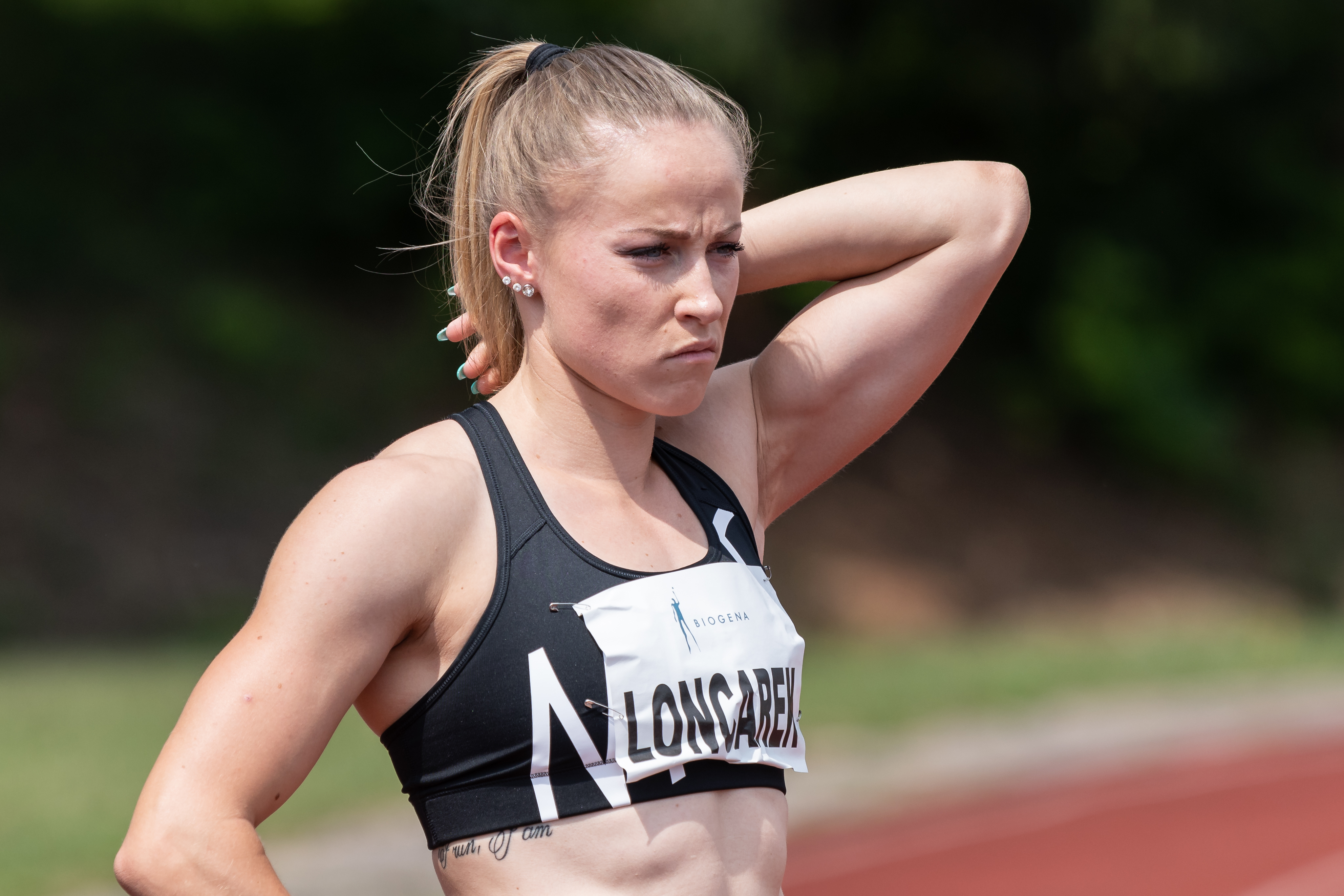
Ivana Lončarek erzielte als Vierte ihres Vorlaufs 13,24 s und schied damit aus

6. Juli 2016, 11:52 Uhr
Wind: +0,1 m/s
| Platz | Name               | Nation         | Zeit (s) |
| ----- | ------------------ | -------------- | -------- |
| 1     | Eefje Boons        | Niederlande    | 13,07    |
| 2     | Anne Zagré         | Belgien        | 13,12    |
| 3     | Hanna Plotizyna    | Ukraine        | 13,23    |
| 4     | Ivana Lončarek     | Kroatien       | 13,27    |
| 5     | Lucy Hatton        | Großbritannien | 13,37    |
| 6     | Anamaria Nesteriuc | Rumänien       | 13,41    |
| 7     | Lilla Juhász       | Ungarn         | 13,51    |

### Vorlauf 4

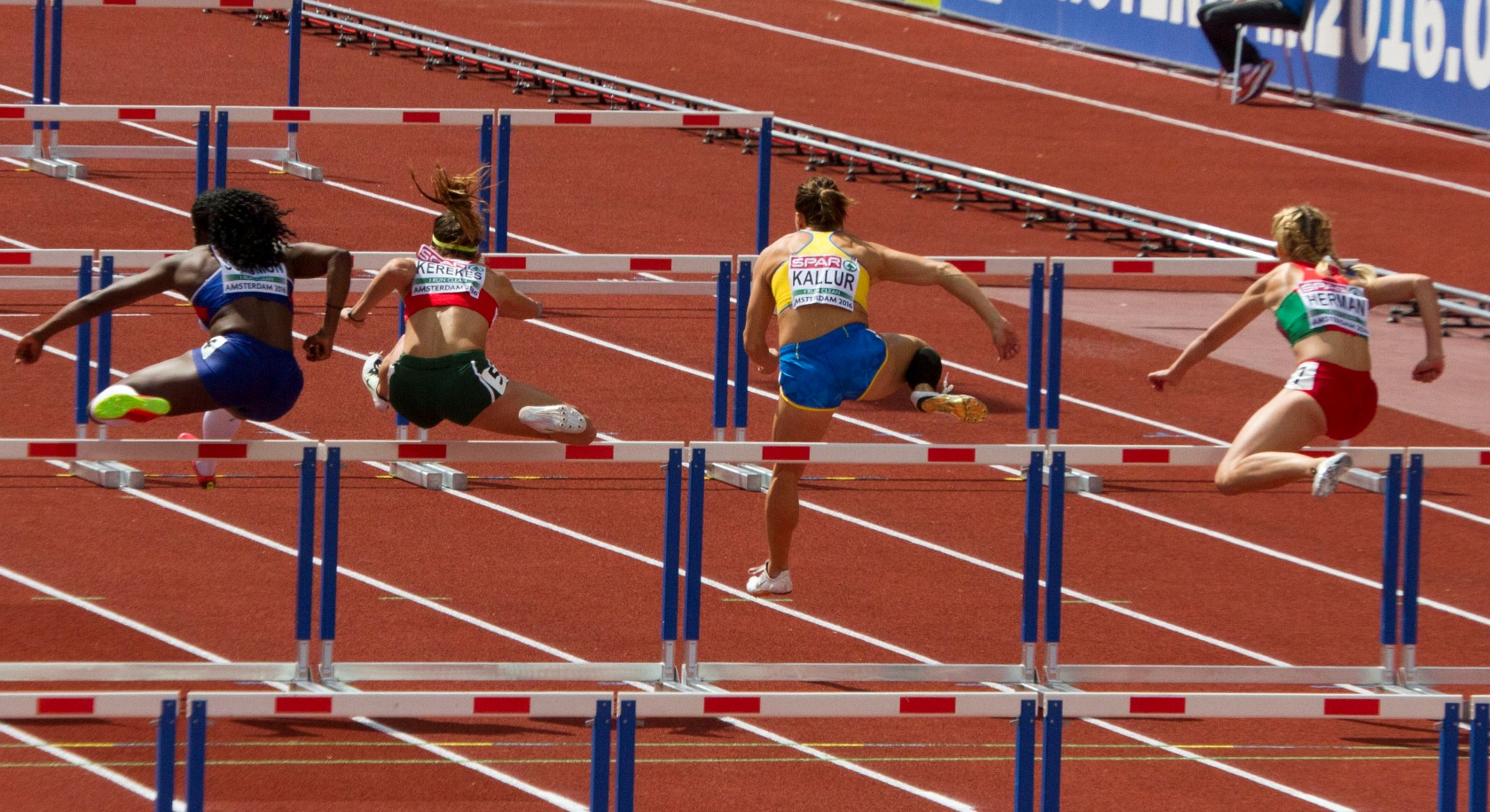
Vierter Vorlauf nach dem Start (v. l. n. r.): Serita Solomon (ausgeschieden), Gréta Kerekes (ausgeschieden), Susanna Kallur (im Halbfinale), Elwira Herman (im Halbfinale)
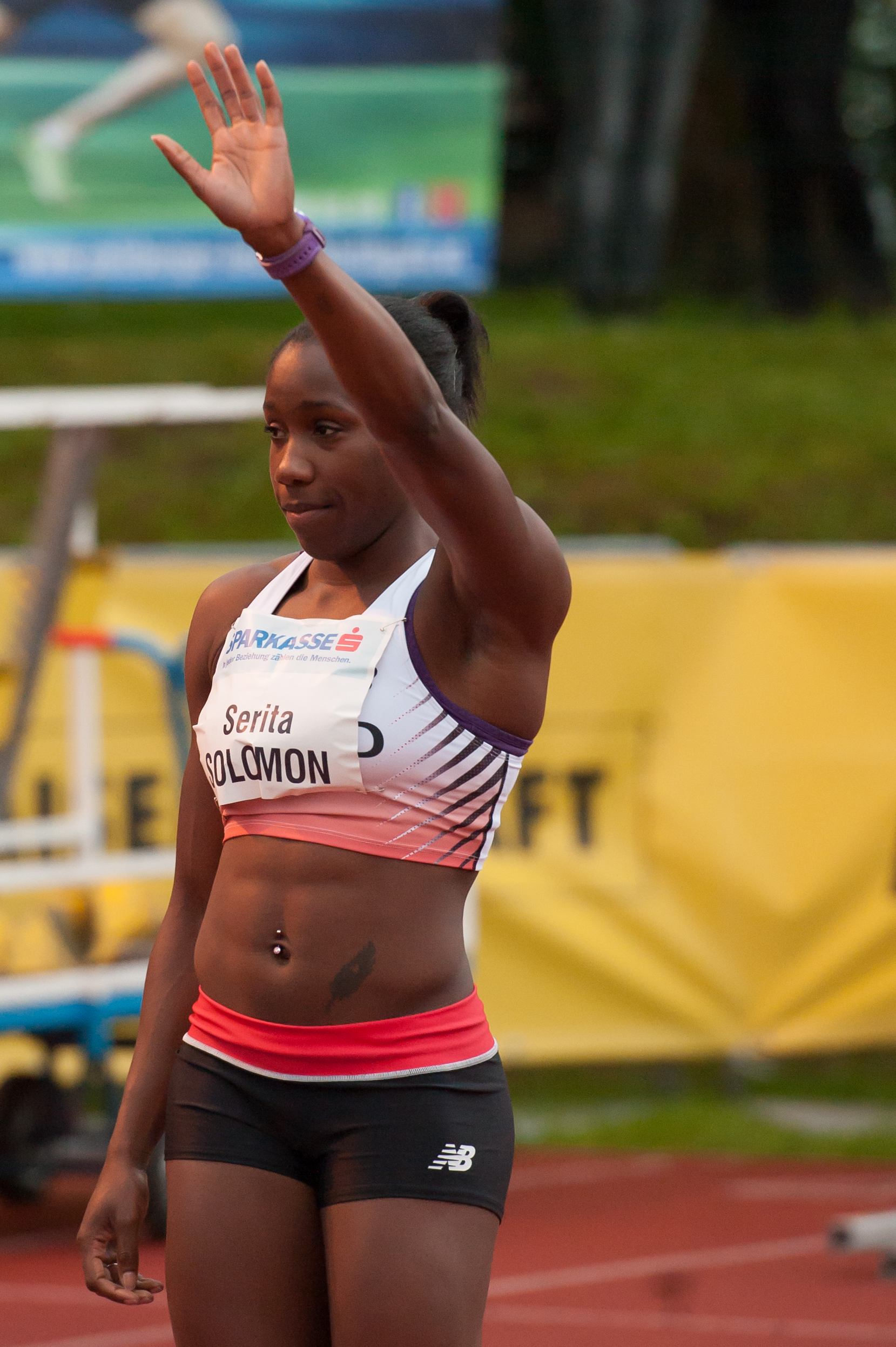
Serita Solomon vierter Rang in 13,39 s reichte nicht zur Halbfinalteilnahme
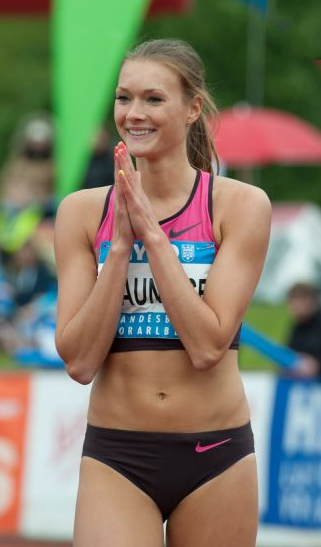
Laura Ikauniece-Admidina – scheiterte als Fünfte ihres Rennens in 13,51 s in der Vorrunde

6. Juli 2016, 11:58 Uhr
Wind: +0,6 m/s
| Platz | Name                     | Nation         | Zeit (s)    |
| ----- | ------------------------ | -------------- | ----------- |
| 1     | Susanna Kallur           | Schweden       | 13,01       |
| 2     | Elwira Herman            | Belarus        | 13,03 NU23R |
| 3     | Marina Tomić             | Slowenien      | 13,18       |
| 4     | Serita Solomon           | Großbritannien | 13,39       |
| 5     | Laura Ikauniece-Admidina | Lettland       | 13,51       |
| 6     | Gréta Kerekes            | Ungarn         | 13,54       |
| DNS   | Beate Schrott            | Österreich     |             |

## Halbfinale
Aus den drei Halbfinalläufen qualifizierten sich die jeweils ersten beiden Athletinnen – hellblau unterlegt – sowie die darüber hinaus zwei zeitschnellsten Läuferinnen – hellgrün unterlegt – für das Finale.

### Lauf 1

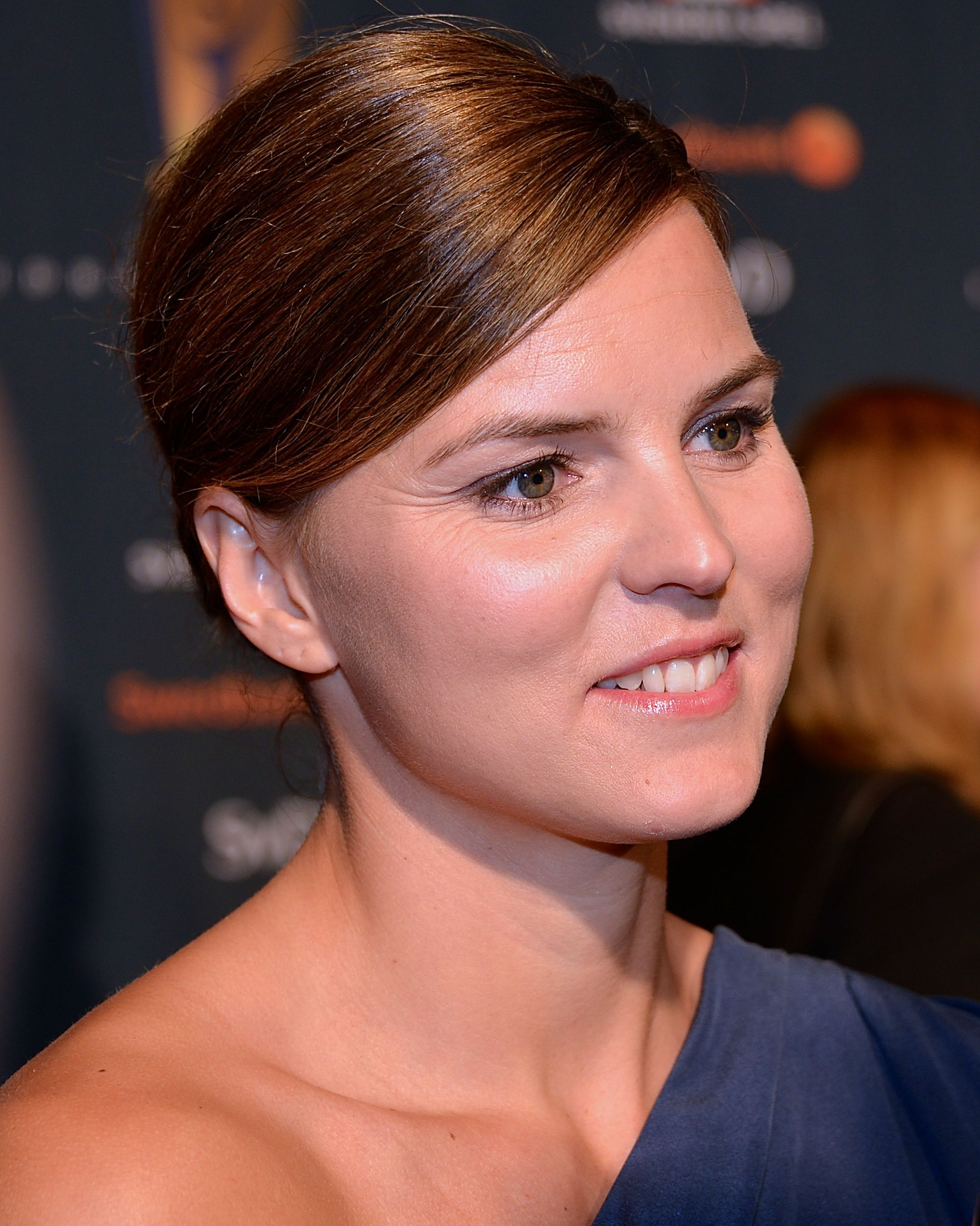
Susanna Kallur fehlten auf Rang fünf in 12,96 s, nur fünf Hundertstelsekunden zum Finaleinzug
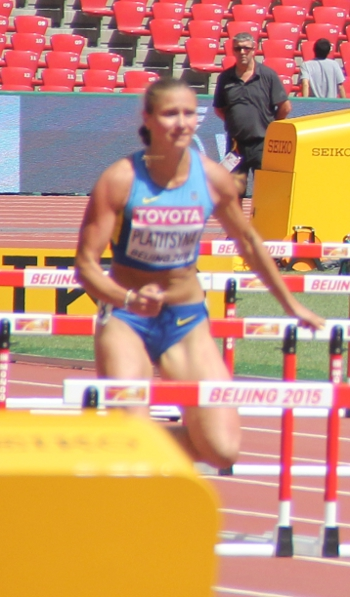
Hanna Plotizyna – ausgeschieden als Sechste in 13,02 s
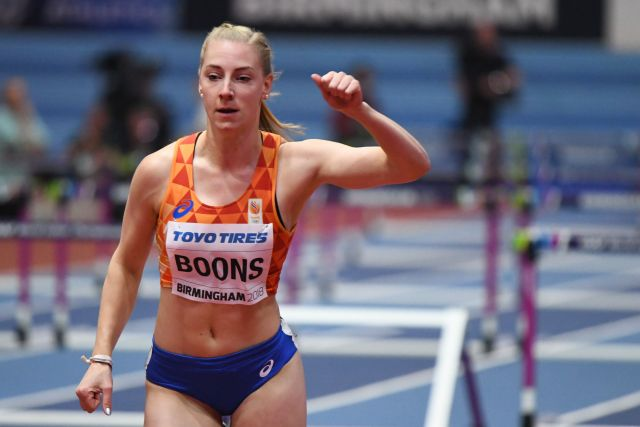
Eefje Boons – ausgeschieden als Siebte in 13,26 s
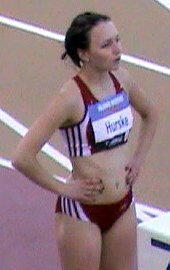
Reetta Hurske – als Achte in 13,40 s nicht im Finale

7. Juli 2016, 19:10 Uhr
Wind: +0,1 m/s
| Platz | Name            | Nation      | Zeit (s) |
| ----- | --------------- | ----------- | -------- |
| 1     | Alina Talaj ‡   | Belarus     | 12,76    |
| 2     | Cindy Roleder ‡ | Deutschland | 12,76    |
| 3     | Anne Zagré      | Belgien     | 12,89    |
| 4     | Cindy Billaud ‡ | Frankreich  | 12,91    |
| 5     | Susanna Kallur  | Schweden    | 12,96    |
| 6     | Hanna Plotizyna | Ukraine     | 13,02    |
| 7     | Eefje Boons     | Niederlande | 13,26    |
| 8     | Reetta Hurske   | Finnland    | 13,40    |

### Lauf 2

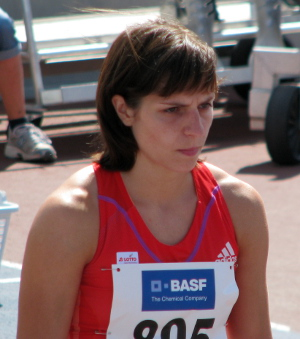
Nadine Hildebrand fehlten auf Rang drei in 12,95 s nur vier Hundertstelsekunden zur Finalteilnahme
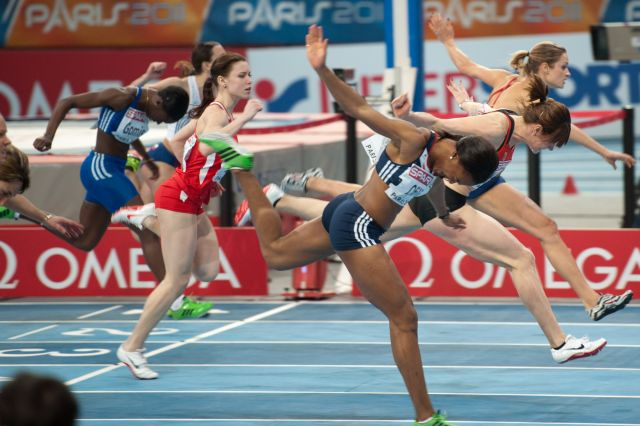
Sandra Gomis (ganz links) war als Vierte in 12,97 s, nur sechs Hundertstelsekunden zu langsam, um im Finale dabei zu sein
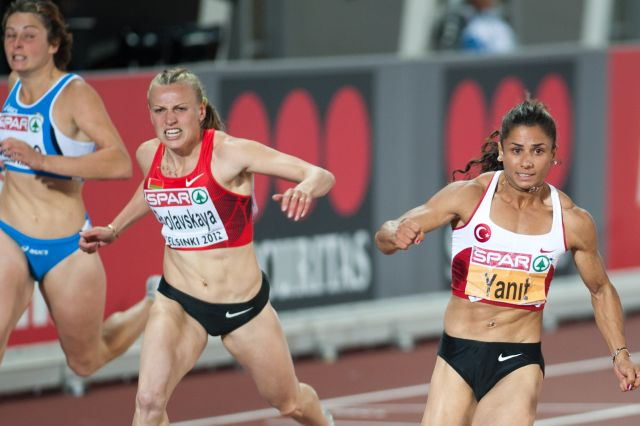
Kazjaryna Paplauskaja (Mitte) – ausgeschieden als Fünfte in 13,04 s
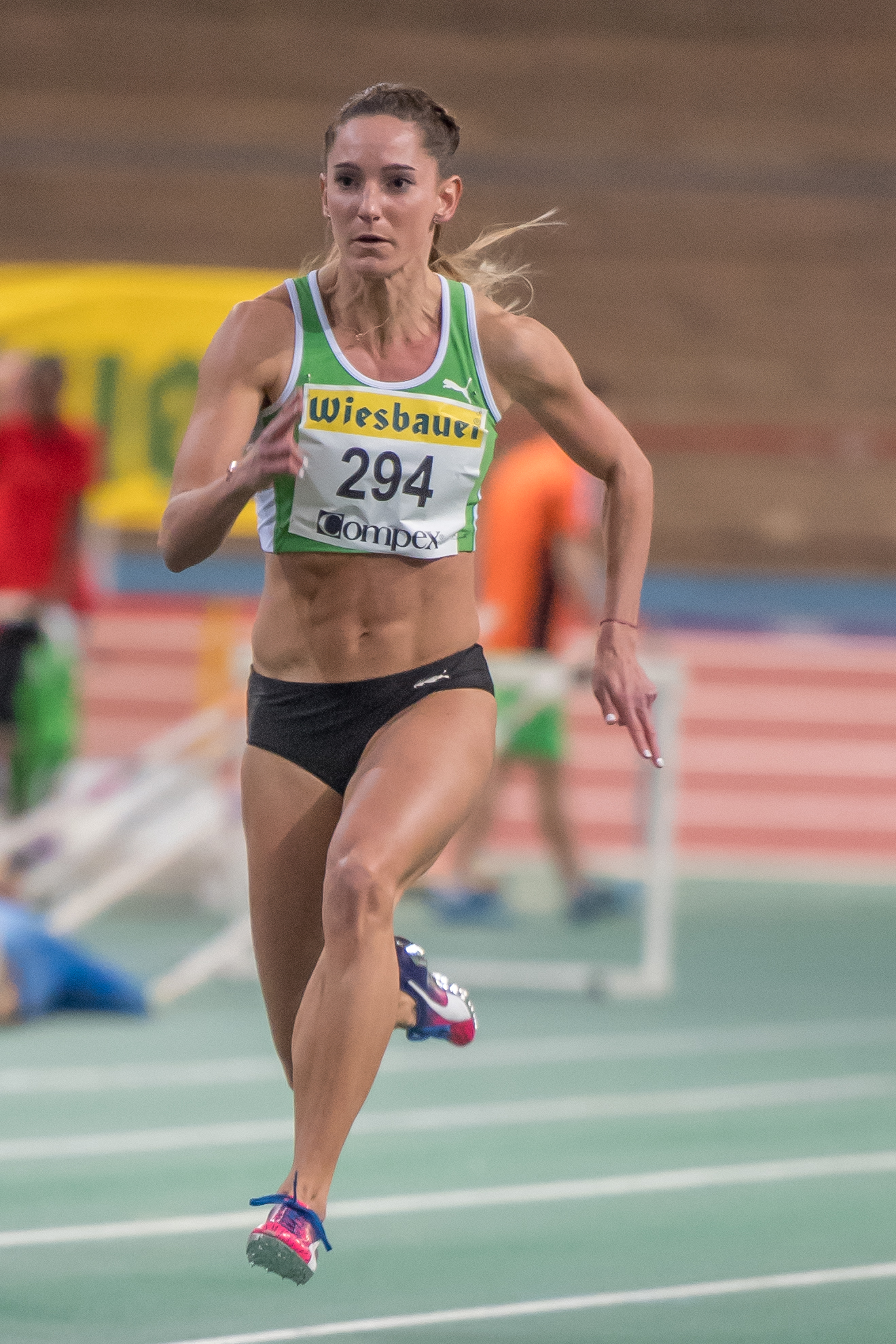
Stephanie Bendrat – als Siebte in 13,14 s nicht im Finale

7. Juli 2016, 19:17 Uhr
Wind: −1,1 m/s
| Platz | Name                    | Nation       | Zeit (s)                    |
| ----- | ----------------------- | ------------ | --------------------------- |
| 1     | Clélia Rard-Reuse ‡     | Schweiz      | 12,90                       |
| 2     | Elisávet Pesirídou      | Griechenland | 12,95                       |
| 3     | Nadine Hildebrand ‡     | Deutschland  | 12,95                       |
| 4     | Sandra Gomis ‡          | Frankreich   | 12,97                       |
| 5     | Kazjaryna Paplauskaja ‡ | Belarus      | 13,04                       |
| 6     | Isabelle Pedersen       | Norwegen     | 13,20                       |
| 7     | Stephanie Bendrat       | Österreich   | 13,14                       |
| DSQ   | Caridad Jerez           | Spanien      | IWR 162, TR16.7 – Fehlstart |

### Lauf 3

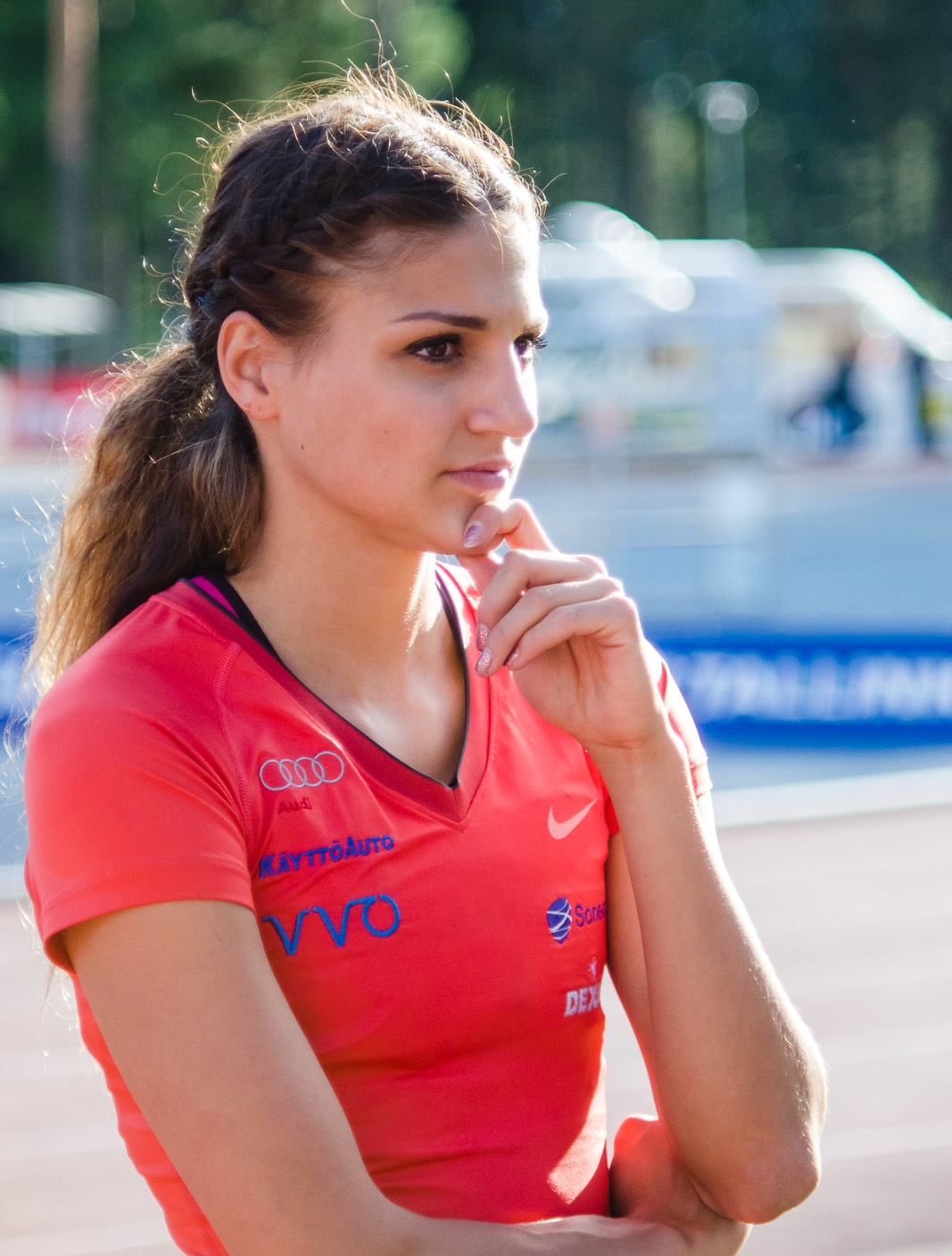
Nooralotta Neziri verpasste das Finale als Dritte ihres Semifinalrennens in 13,05 s um einen Rang
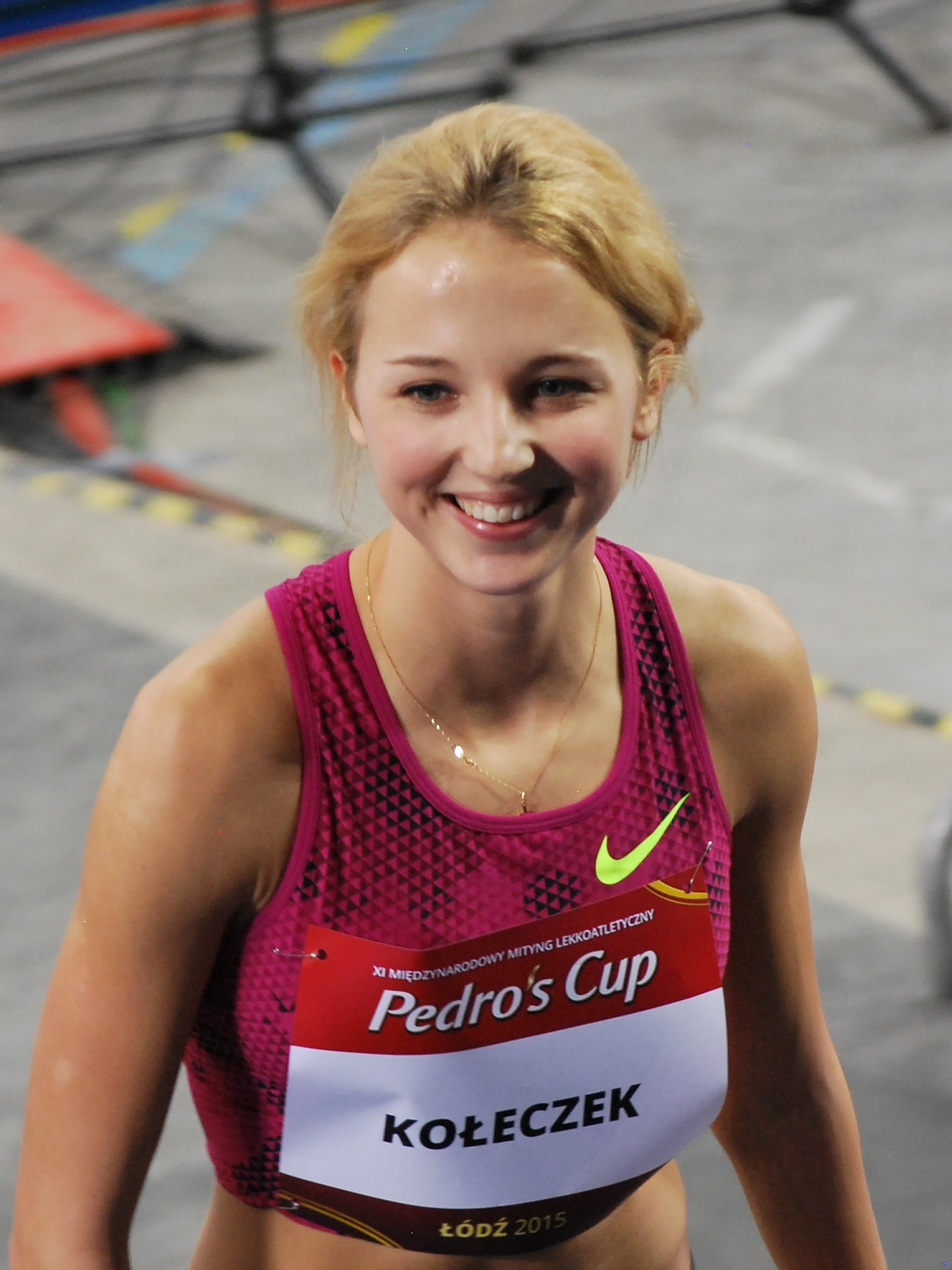
Karolina Kołeczek Rang vier in 13,09 s und damit ausgeschieden

7. Juli 2016, 19:25 Uhr
Wind: −0,5 m/s
| Platz | Name                | Nation         | Zeit (s) |
| ----- | ------------------- | -------------- | -------- |
| 1     | Tiffany Porter ‡    | Großbritannien | 12,97    |
| 2     | Pamela Dutkiewicz ‡ | Deutschland    | 13,02    |
| 3     | Nooralotta Neziri ‡ | Finnland       | 13,05    |
| 4     | Karolina Kołeczek   | Polen          | 13,09    |
| 5     | Elwira Herman       | Belarus        | 13,18    |
| 6     | Nadine Visser ‡     | Niederlande    | 13,25    |
| 7     | Marina Tomić        | Slowenien      | 13,32    |
| 8     | Giulia Pennella     | Italien        | 13,55    |

Weitere im dritten Halbfinale ausgeschiedene Hürdensprinterinnen:

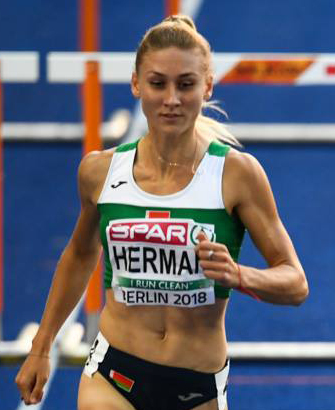
Elwira Herman – Rang fünf in 13,18 s
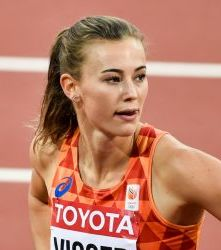
Nadine Visser – Rang sechs in 13,25 s
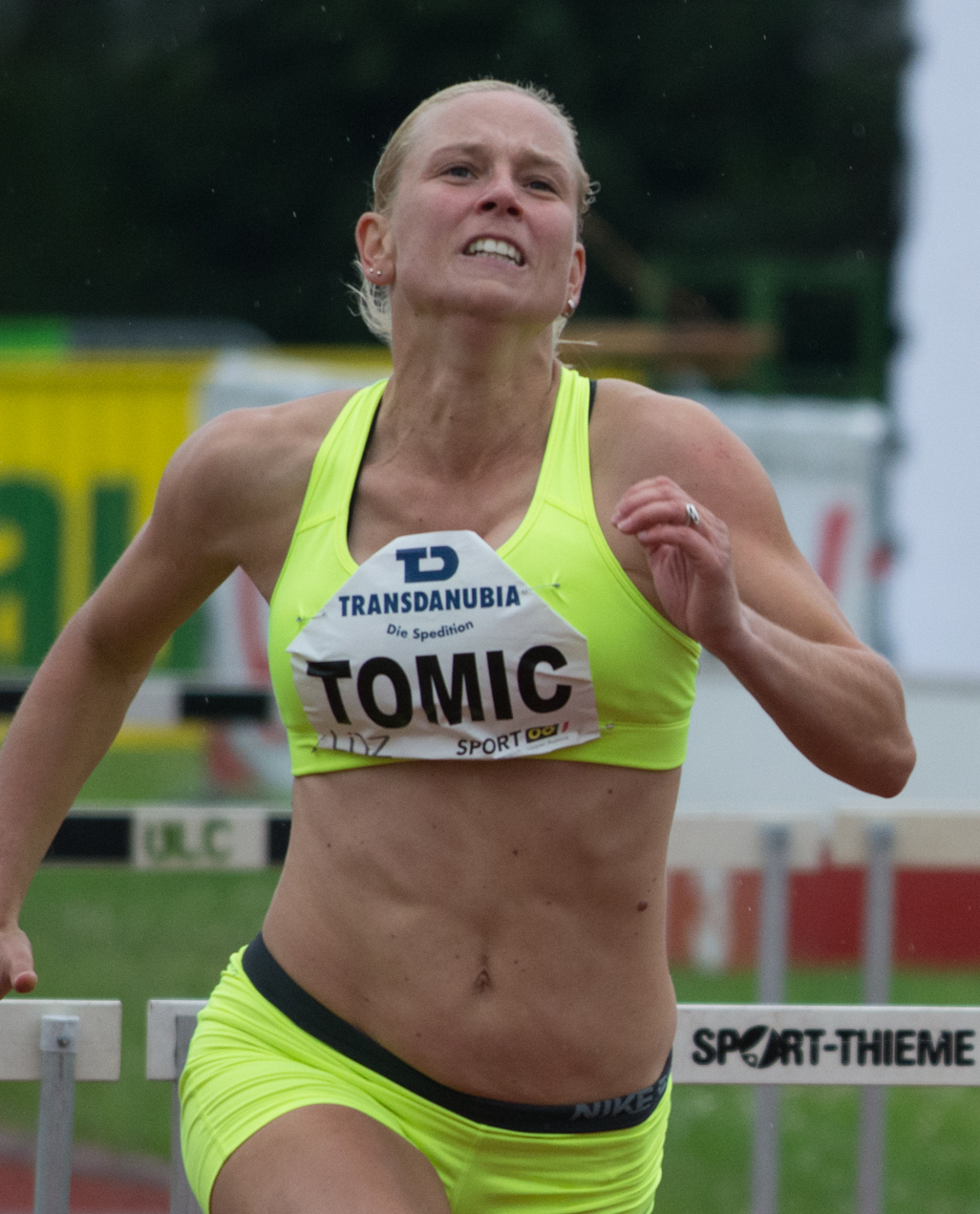
Marina Tomić – Rang sieben in 13,32 s
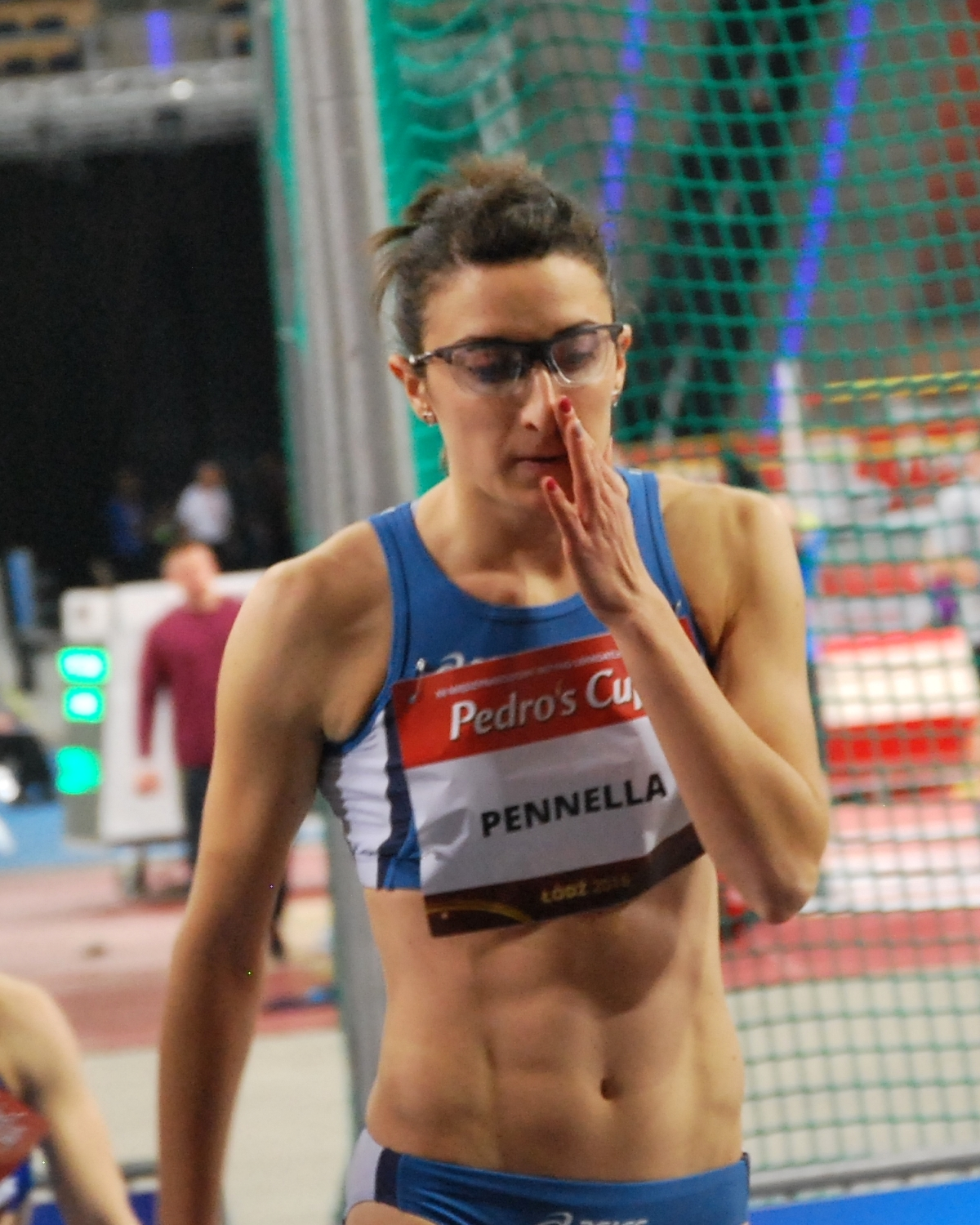
Giulia Pennella – Rang acht in 13,55 s

## Finale

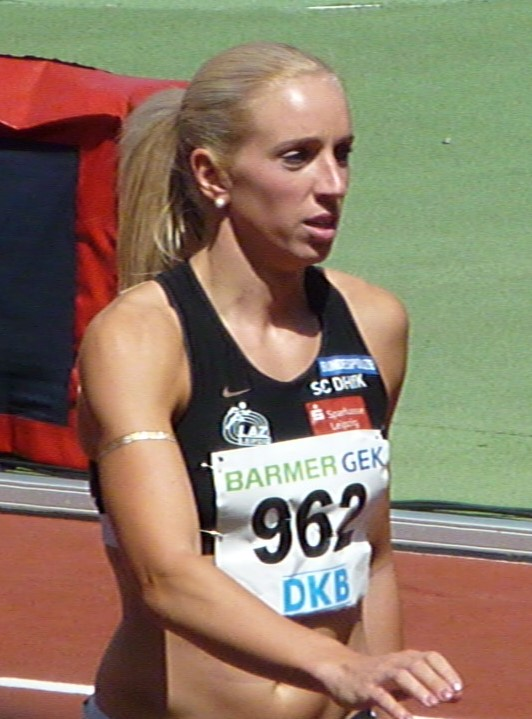
Die aktuelle Vizeweltmeisterin Cindy Roleder, EM-Dritte von 2014, wurde Europameisterin
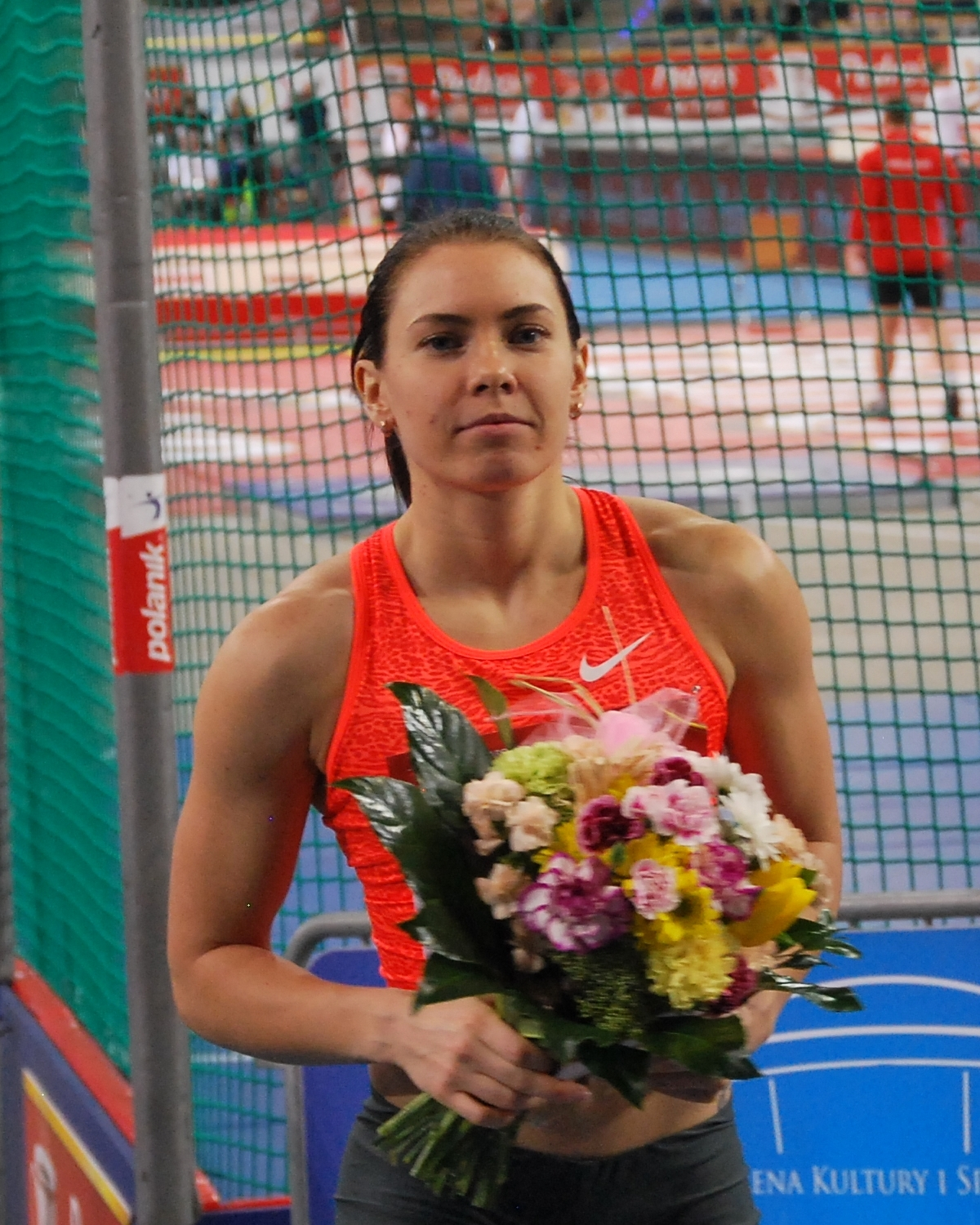
Vizeeuropameisterin wurde Alina Talaj, 2012 war sie Europameisterin und 2015 WM-Dritte
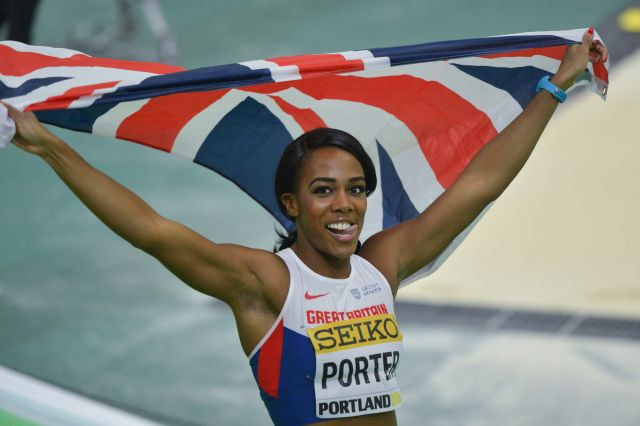
Die Titelverteidigerin und WM-Dritte von 2013 Tiffany Porter errang die Bronzemedaille

7. Juli 2016, 19:40 Uhr
Wind: −0,7 m/s
| Platz | Name               | Nation         | Zeit (s) |
| ----- | ------------------ | -------------- | -------- |
| 1     | Cindy Roleder      | Deutschland    | 12,62 EL |
| 2     | Alina Talaj        | Belarus        | 12,68    |
| 3     | Tiffany Porter     | Großbritannien | 12,76    |
| 4     | Clélia Rard-Reuse  | Schweiz        | 12,96    |
| 5     | Anne Zagré         | Belgien        | 12,97    |
| 6     | Elisávet Pesirídou | Griechenland   | 13,05    |
| 7     | Cindy Billaud      | Frankreich     | 13,29    |
| DNF   | Pamela Dutkiewicz  | Deutschland    |          |

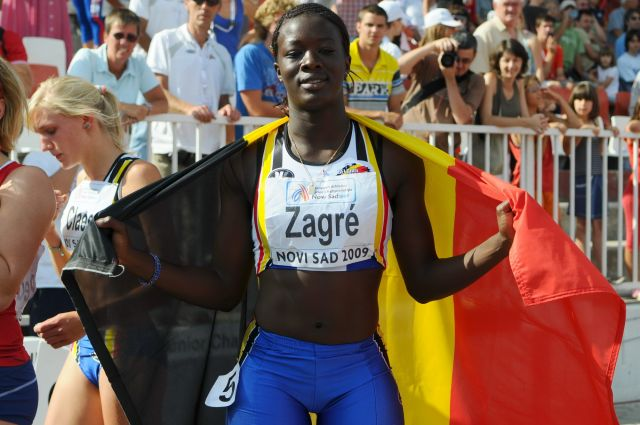
Anne Zagré belegte Rang fünf
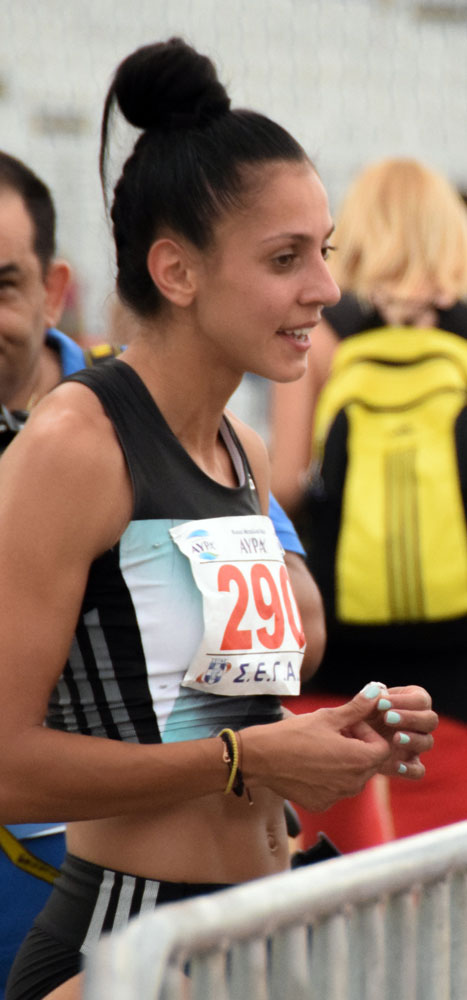
Elisávet Pesirídou kam auf den sechsten Platz
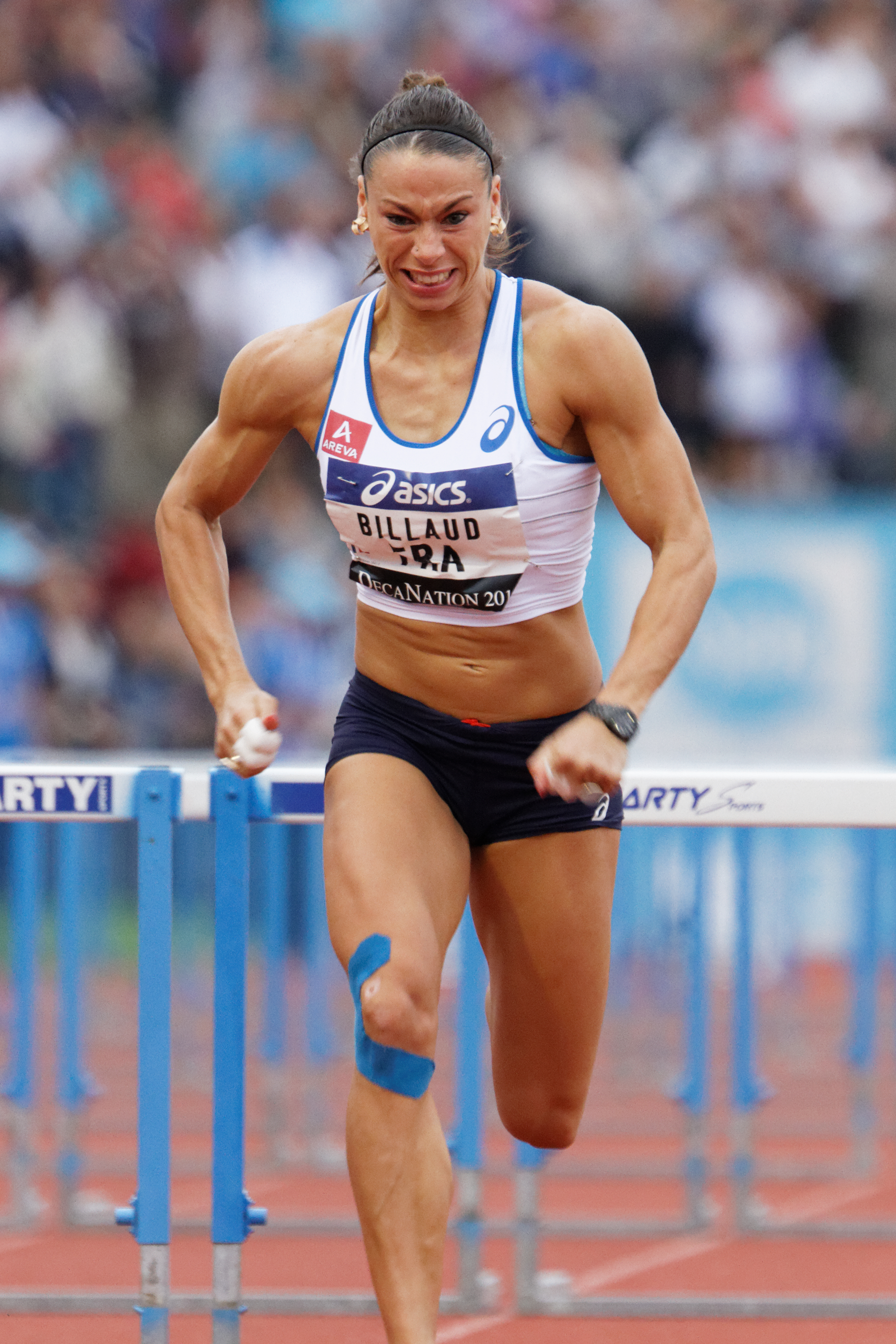
Cindy Billaud erreichte Platz sieben
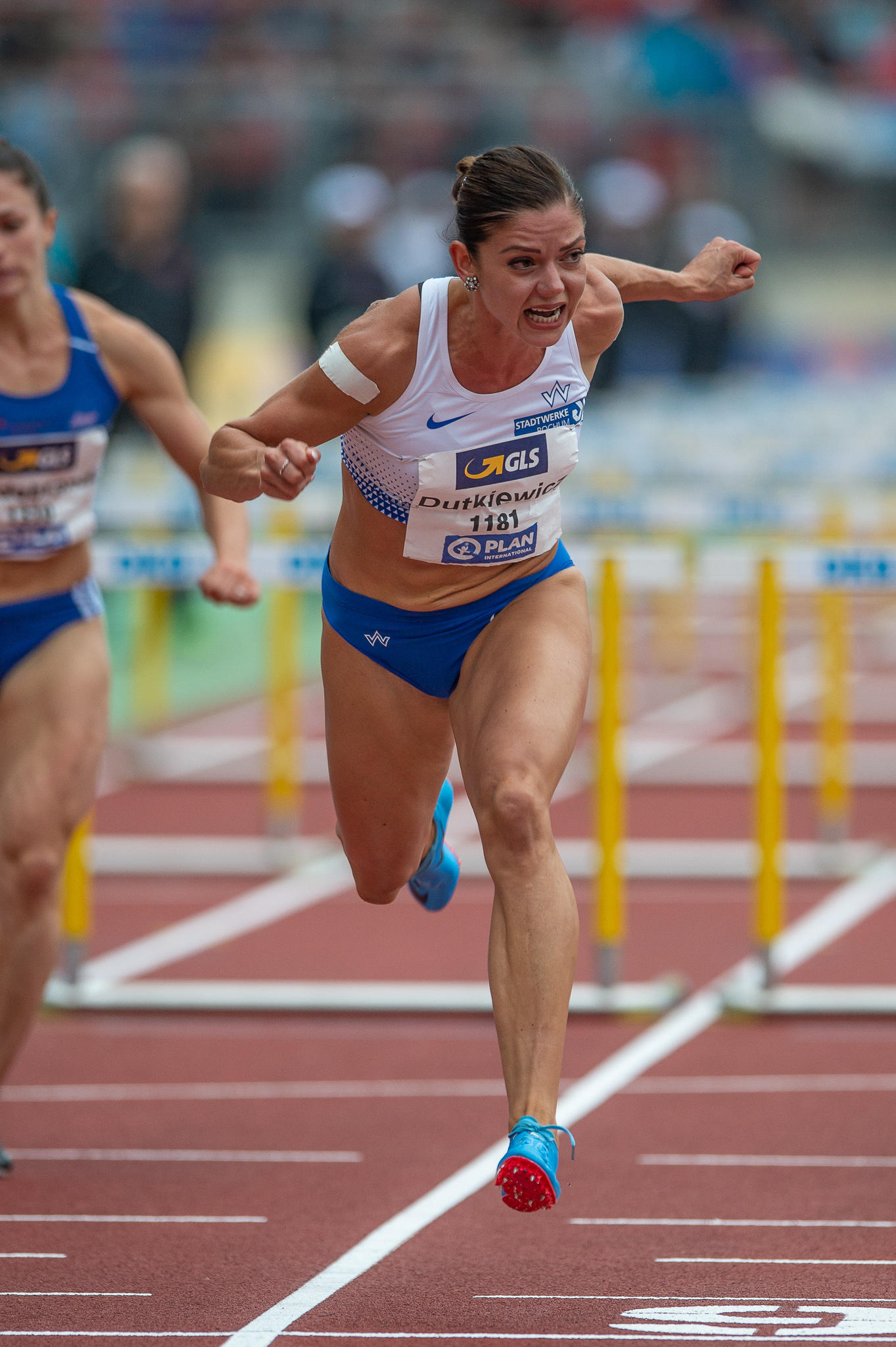
Pamela Dutkiewicz konnte das Rennen nicht beenden

## Video
- Cindy ROLEDER 12.62 EL 100m Hurdles Final - European Athletics Championships 2016, youtube.com, abgerufen am 23. März 2023